# Cuscuta ferganensis
Cuscuta ferganensis är en vindeväxtart som beskrevs av Butkov. Cuscuta ferganensis ingår i släktet snärjor, och familjen vindeväxter. Inga underarter finns listade i Catalogue of Life.